# Psychotria trichotoma
Psychotria trichotoma är en måreväxtart som beskrevs av Martin Martens och Henri Guillaume Galeotti. Psychotria trichotoma ingår i släktet Psychotria och familjen måreväxter. Inga underarter finns listade i Catalogue of Life.